# Метод Цейзеля

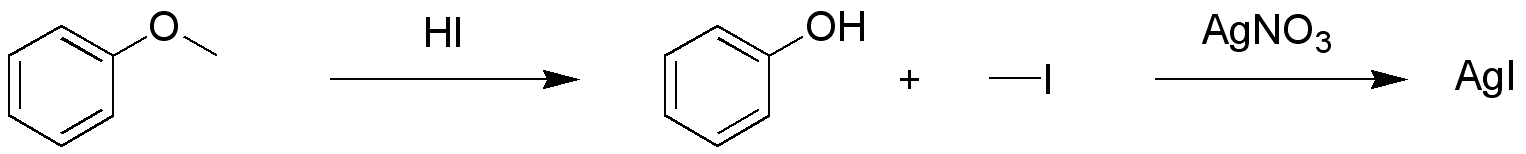
Схема реакций, используемых в классическом методе Цейзеля

Метод Цейзеля (реакция Цейзеля) — именной метод аналитической химии, способ количественного определения алкоксигрупп (RO—) в органических соединениях, основанный на реакции анализируемого вещества с иодоводородной кислотой. Обычно используется для определения алкоксигрупп в алкалоидах и сахарах. Автором первой методики был австрийский химик С. Цейзель (1854—1933).

## История
Первая работа С. Цейзеля, посвящённая определению метоксильных (CH3O—) групп данным методом, появилась в печати в 1885 году. Это стало следствием необходимости создания такой методики, которая бы позволила исследовать строение алкалоида колхицина. Этими исследованиями тогда занимался учёный А. Либенен. Впоследствии с помощью метода Цейзеля удалось также определить строение другого алколоида — папаверина. Однако возникла необходимость в определении отличных от метоксильной алкоксигрупп, поэтому Цейзель совместно с Герцигом (1853—1924), другим учёным, приспособил созданную им методику для определения этоксильных (C2H5O—) групп. Позднее Герциг вместе с Г. Мейером (1872—1944) установили, что метод Цейзеля также пригоден и для определения метилимидных и этилимидных групп, но с небольшими изменениями.
В дальнейшем метод Цейзеля начал применяться в анализе глицерина, благодаря чему получил более широкое распространение. Впоследствии методика данного анализа была упрощена и использована при анализе жиров.

## Методика анализа

Схема классического аппарата Цейзеля

### Классический метод
Обычно для применения классического метода Цейзеля используется аппарат Цейзеля. Его конструкция довольно проста: аппарат включает в себя перегонную колбу (1) с двумя трубками: одна предназначена для подачи углекислого газа (2), а вторая (3) — для соединения колбы с промывной склянкой (5). Вторая трубка также закрыта пробкой с верхней стороны (4). Она с помощью шлифа соединена с предохранительным сосудом (6), в котором во время дистилляции собирается иодоводородная кислота. Предохранительный сосуд в свою очередь соединён с приёмником — колбой Эрленмейера, предназначенной для конечного сбора алкилиодида.
Обычно классический метод применяется для анализа метоксигрупп. Навеску анализируемого вещества вначале нагревают с иодоводородной кислотой до температуры 100 °C в перегонной колбе. При этом метильный радикал, связанный с кислородом, отщепляется, образуется летучий метилиодид:
{\displaystyle {\ce {ROCH3 + HI ->[t] CH3I + ROH}}}
Через аппарат одновременно пропускают углекислый газ, уносящий образующийся в ходе реакции метилиодид в поглотительный аппарат, который в свою очередь заполнен водной суспензией красного фосфора и погружён в сосуд, наполненный горячей водой. Данный аппарат предназначен для поглощения иода и иодоводорода с целью очистки метилиодида, который после этого этапа переходит в колбу со свежеприготовленным и профильтрованным раствором нитрата серебра в спирте, обычно в этаноле. Нитрат серебра реагирует с метилиодидом, образуя нерастворимый в воде иодид серебра, выпадающий в осадок:
{\displaystyle {\ce {CH3I ->[2AgNO3] AgI*AgNO3 ->[{H2O}][{HNO3}] AgI v + AgNO3}}}
Осадок отфильтровывается через фильтр Шотта или фильтр Гуча, промывается дистиллированной водой до нейтральной реакции среды, затем промывается спиртом и сушится в термостате при температуре 105—110 °C до постоянной массы.
По количеству оставшегося иодида серебра гравиметрически определяют содержание алкоксигрупп в исходном соединении. Определение основано на том, что одной алкоксильной группе соответствует один моль осадка. Содержание алкоксильных групп {\displaystyle x} (в %) рассчитывается по формуле:
{\displaystyle x={AK\cdot 100 \over g}}, где:
- {\displaystyle A} — масса образовавшегося иодида серебра, г;
- {\displaystyle K} — количество алкоксигрупп, эквивалентное 1 грамму иодида серебра, г; для метоксигруппы {\displaystyle K} = 0,1325 г; для этоксигруппы {\displaystyle K} = 0,1925 г;
- {\displaystyle g} — навеска изначального вещества, мг[4].

Точность метода составляет ± 0,3—0,8 %.

### Анализ производных окиси этилена
Метод Цейзеля применим к определению производных окиси этилена и продуктов её конденсации. Для этого навеску анализируемого производного окиси этилена массой 20—25 мг нагревают в ампуле с 5 мл 57%-ного раствора иодоводородной кислоты при температуре 130—140 °C на протяжении трёх часов:
{\displaystyle {\mathsf {RO(CH2CH2O)_{x+y}H+(3x+2y)HI\ \xrightarrow {\ } xC_{2}H_{5}I+yC_{2}H_{4}+(x+y)H_{2}O+ROH+(x+y)I_{2}}}}
Образующиеся летучие продукты отгоняют в токе углекислого газа. Сначала их очищают от иода в промывной склянке, которая содержит 0,5 г красного фосфора и 2—3 мл 5%-ного раствора сульфата кадмия. Затем этилиодид поглощается 10 мл спиртового раствора нитрата серебра; смесь нагревается до 80 °C. Образуется иодид серебра, избыток нитрата титруется по Фольгарду. В свою очередь этилен поглощается 15 мл раствора монохлорида иода:
{\displaystyle {\mathsf {C_{2}H_{4}+2ICl\ \xrightarrow {\ } C_{2}H_{4}Cl_{2}+I_{2}}}}
При этом выделяется иод, который титруется 0,05 н. раствором тиосульфата натрия после прибавления 100 мл воды и 15 мл 10%-ного раствора иодида калия. По результатам титрования определяется строение анализируемого вещества.

### Анализ эфиров целлюлозы
Обычно для этой цели применяется модификация метода Цейзеля, основанная на иодометрии. При расщеплении эфиров целлюлозы иодоводородной кислотой протекает следующая реакция:
{\displaystyle {\ce {[C6H7O2(OR)3]n + 3HI ->[t] [C6H7O2(OH)3]n + 3nRI}}}
После этого летучий алкилиодид отгоняется, очищается от примесей, окисляется до иодата, после чего титруется раствором тиосульфата натрия в присутствии иодида калия.
Обычно данная методика используется для анализа этилцеллюлозы. Содержание этоксильных групп {\displaystyle x} (в %) в этилцеллюлозе рассчитывается по формуле:
{\displaystyle x={aK\cdot 0,15021 \over g}\cdot 100}, где:
- {\displaystyle a} — объём 0,02 н. раствора тиосульфата натрия, который пошёл на титрование, мл;
- {\displaystyle K} — поправочный коэффициент, предназначенный для приведения концентрации раствора тиосульфата натрия к точно 0,02 н.;
- {\displaystyle g} — навеска изначального вещества, мг; 0,15021 — масса этоксильных групп, которая соответствует 1 мл точно 0,02 н. раствора тиосульфата натрия, мг[8].

## Модификации
В настоящее время на практике чаще применяется более точный вариант метода Цейзеля — объёмный метод Фибека. Он заключается в реакции анализируемого вещества с кипящей иодоводородной кислотой, после чего образовавшийся алкилиодид окисляется раствором брома в ледяной уксусной кислоте в присутствии ацетата калия или натрия до иодата:
{\displaystyle {\ce {RI + Br2 -> RBr + BrI}}}
{\displaystyle {\ce {BrI + 3H2O + 2Br2 + 6CH3COOK -> KIO3 + 5KBr + 6CH3COOH}}}
Затем избыток брома удаляется с помощью муравьиной кислоты, а количество образовавшегося иодата определяют иодометрией: добавляют иодид калия, подкисляют раствор и оттитровывают иод тиосульфатом натрия. По количеству иодата рассчитывают содержание алкоксильных групп в исходном соединении. Определение основано на том, что одной алкоксильной группе соответствует один моль иодата. Основное достоинство метода Фибека заключается в том, что определение числа алкоксильных групп с помощью него возможно и для содержащих серу соединений, в отличие от классического метода Цейзера, ведь в данном случае сера окисляется до серной кислоты, которая не мешает количественному определению иодата иодометрией.
Ещё один метод позволяет не только количественно определить алкоксигруппы в анализируемом веществе, но и узнать, какие и сколько алкоксигрупп содержится в одной его молекуле. Для этого исходное соединение нагревают с иодоводородной кислотой, а образовавшиеся в ходе реакции алкилиодиды перегоняются в трубку, предназначенную для их сожжения. Алкилиодиды сжигаются в токе воздуха в присутствии платинового катализатора, при этом образовавшиеся иод и углекислый газ поглощаются. Иод поглощается в серебряной гильзе, а диоксид углерода — аскаритом, после чего вещества взвешиваются. Масса иода позволяет определить содержание алкоксильных групп в исходном веществе, а молекулярное соотношение количеств углекислого газа и иода позволяет установить, какие именно алкоксильные группы содержатся в анализируемом соединении.
На практике часто применяется особая модификация, предназначенная лишь для определения метоксильных групп. Для этого образовавшийся в ходе реакции исходного вещества с иодоводородной кислотой метилиодид поглощается пиридином, образуя иодметилат пиридина, количество которого определяется титрованием соли водным раствором нитрата серебра в присутствии хромат-ионов CrO42-, что позволяет рассчитать количество метоксильных групп в анализируемом соединении.
Одна из модификаций метода Цейзеля используется для определения числа метиламиногрупп CH3NH в молекулах N-метиланилинов. Несмотря на то, что связь C—N более прочна, чем C—O, концентрированная иодоводородная кислота всё же способна количественно её расщеплять при температуре 150 °C, что успешно используется на практике:
{\displaystyle {\ce {ArNHCH3 + HI ->[t] ArNH2 + CH3I}}}

## Трудности и особенности метода
Основной особенностью классического метода Цейзера является то, что метоксильные, этоксильные и иные алкоксильные группы дают одинаковый результат при измерениях, то есть образуют одинаковое количество метилиодида, а следовательно и иодида серебра. Поэтому перед использованием классического метода необходимо точно определить природу алкоксильных групп в анализируемом веществе и их соотношение между собой.
Классический метод Цейзера вполне применим для соединений, содержащих галогены и нитрогруппы, но совершенно неприменим для серосодержащих веществ, ведь сера в их случае будет выделять небольшую часть сероводорода, также подверженного испарению вместе с алкилиодидами и дающего осадок в виде сульфида серебра при реакции с его нитратом, таким образом значительно уменьшая точность измерений. Также осложнять анализ может наличие в соединении бутильного или другого высшего радикала, так как такое вещество расщепляется с трудом, а образуемые им иодиды имеют слишком высокую температуру кипения, поэтому в условиях метода не испаряются количественно.
Основная трудность метода Цейзеля заключается в том, что анализируемое вещество может быть нерастворимо в иодоводородной кислоте. В этом случае применяется смесь, содержащая не только данную кислоту, но и фенол с пропионовым альдегидом для лучшего растворения исходного соединения.
Ещё одна трудность проявляется в случае анализа вещества, содержащего метильную группу, связанную с азотом. Несмотря на то, что в большинстве случаев она отщепляется с трудом, всё же у некоторых соединений это вполне может произойти и существенно повлиять на результат вычислений, сделав метод Цейзера в данном случае неприменимым.
Стоит отметить, что метиловый спирт, этанол и некоторые высокомолекулярные спирты способны также давать положительную реакцию при использовании метода. Таким образом, если данные вещества содержатся в качестве примесей в анализируемом соединении, то они существенно уменьшают точность измерений.
Кроме всего прочего, метод Цейзеля неприменим к несимметричным простым эфирам, у которых оба заместителя — алифатические, а также к диарильным эфирам из-за устойчивости связи O—Ar по отношению к иодоводородной кислоте.

## Применение
Метод Цейзеля имеет важное значение в аналитической химии ввиду существования большого количество разнообразных веществ природного происхождения, содержащих метоксильную группу, как например смолы, эфирные масла, алкалоиды, растительные красители, сахара и другие. Количественное определение алкоксигрупп имеет важное значение для установления структуры большей части данных соединений.
Метод Цейзеля широко применяется для оценки качества эфиров целлюлозы и низших спиртов, в особенности — этилцеллюлозы по степени её замещения, то есть этоксильному числу. Серьёзным ограничением этой области применения метода является высокая температура кипения алкилиодидов в случае наличия слишком массивных метоксигрупп в эфире целлюлозы, поэтому обычно подобному анализу подвергаются простые эфиры с низшими спиртами.